# Kyōsuke Eto
Pour les articles homonymes, voir Eto.
Kyōsuke Eto (江渡 恭助, Eto Kyōsuke), né le 7 avril 1881 à Gonohe et mort le 19 juillet 1917 dans le Scapa Flow, est un militaire de la Marine impériale japonaise. Il a participé à la guerre russo-japonaise (bataille de Tsushima) et à la Première Guerre mondiale (siège de Tsingtao).
Il trouve la mort lors de l'explosion du HMS Vanguard alors qu'il est, dans le cadre de l'alliance anglo-japonaise, observateur militaire à bord de ce navire britannique. 

## Source de la traduction
- (en) Cet article est partiellement ou en totalité issu de l’article de Wikipédia en anglais intitulé « Kyōsuke Eto » (voir la liste des auteurs).